# Résolution 541 du Conseil de sécurité des Nations unies
Membres permanents
- Chine
- États-Unis
- France
- Royaume-Uni
- URSS

Membres non permanents
- Guyana
- Jordanie
- Malte
- Nicaragua
- Pays-Bas
- Pakistan
- Pologne
- Togo
- Zaïre
- Zimbabwe

Résolution no 540 Résolution no 542
La résolution 541 du Conseil de sécurité des Nations unies est adoptée le 18 novembre 1983, et réaffirme les résolutions 365 (1974) et 367 (1975), le Conseil considère la décision de la Chypre du Nord de déclarer son indépendance comme légalement invalide.
La Chypre du Nord déclare son indépendance en 1983 sous le nom officiel de république turque de Chypre du Nord (RTCN). Elle est reconnue uniquement par la Turquie.
Il appelle les deux parties à coopérer avec le secrétaire général et exhorte les autres États membres à ne pas reconnaître Chypre du Nord, tout en reconnaissant uniquement la république de Chypre comme la seule autorité sur l'île.
La résolution est adoptée par 13 voix pour, une contre (Pakistan) et une abstention (Jordanie).

## Affaires judiciaires pertinentes
Le droit international ne contient aucune interdiction concernant les déclarations d'indépendance, et la reconnaissance d'un pays est une question politique.

### Cours internationales
- Le 22 juillet 2010, la Cour internationale de justice (CIJ) déclare dans son avis consultatif sur la déclaration d'indépendance du Kosovo en 2010 que « le Conseil de sécurité, dans un caractère exceptionnel, a attaché l'illégalité à la DOI de la RTCN parce qu'elle était, ou aurait été, liée à l'utilisation illégale de la force » et que « le droit international général ne contient aucune interdiction applicable des déclarations d'indépendance »[3].

La décision de la CIJ est attendue pour renforcer les demandes de reconnaissance par la Chypre du Nord,. La décision de la CIJ est également considérée comme ouvrant plus d'options potentielles pour que la RTCN obtienne une légitimité internationale.
- Le 2 juillet 2013, la Cour européenne des droits de l'homme (CEDH) décide que « ...nonobstant l'absence de reconnaissance internationale du régime dans la zone nord, une reconnaissance de facto de ses actes peut être rendue nécessaire à des fins pratiques. Ainsi, l'adoption par les autorités de la « RTCN » de mesures de droit civil, administratif ou pénal, et leur application ou exécution sur ce territoire, peuvent être considérées comme ayant une base légale en droit interne aux fins de la Convention »[7].

- Le 2 septembre 2015, la Cour européenne des droits de l'homme (CEDH) décide que « ...le système judiciaire mis en place dans la « RTCN » devait être considéré comme ayant été « établi par la loi » en référence à la « base constitutionnelle et légale » sur laquelle il opérait, et n'a pas accepté l'allégation selon laquelle les tribunaux de la « RTCN » dans leur ensemble manquaient d'indépendance et/ou d'impartialité »[8].

### Cours de pays
- Le 9 octobre 2014, la Cour fédérale des États-Unis déclare que « la « RTCN » fonctionne prétendument comme une république démocratique avec un président, un premier ministre, une législature et une justice »[9],[10],[11].

- Le 3 février 2017, la Haute Cour du Royaume-Uni déclare « Il n'y avait aucune obligation en droit du Royaume-Uni pour le gouvernement de s'abstenir de reconnaître Chypre du Nord. Les Nations unies elles-mêmes collaborent avec les agences d'application de la loi de Chypre du Nord et facilitent la coopération entre les deux parties de l'île »[12], et a révélé que la coopération entre la police et les agences juridiques du Royaume-Uni et de Chypre du Nord est légale.